# Aliabad
Aliabad (em persa: علي اباد, também romanizada como ‘Alīābād) é uma aldeia do distrito rural de Bidak, no condado de Abadeh, na província de Fars, Irã.
Segundo o censo de 2006, sua população era de 148 de habitantes, em 47 famílias.